# Önundarfjörður
Der Önundarfjörður ist ein Fjord in den Westfjorden im Nordwesten Islands.

## Herkunft des Namens
Der Fjord ist nach einem der ersten Siedler Islands benannt, Önundur Víkingsson, der im Landnámabók erwähnt ist.

## Lage und Größe

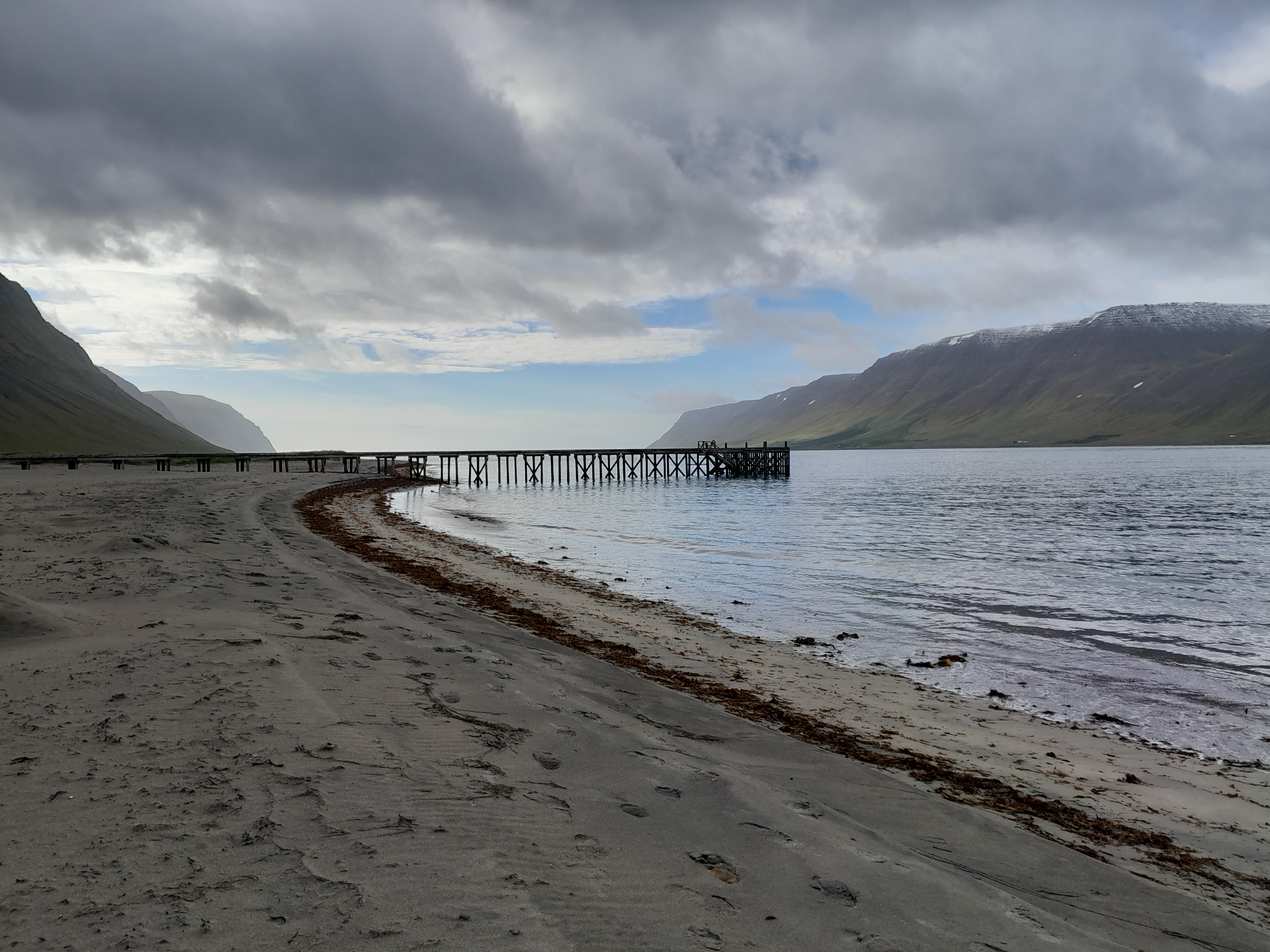
Fjord Önundarfjörður von Südosten

Der Fjord liegt zwischen dem Dýrafjörður und dem Súgandafjörður im Norden.
Er ist bis zu sieben km breit und reicht 20 km weit in das Land.
Im Jahr 1980 wurde der innere Teil der Fjordes mit Dämmen und einer 80 m langen, einspurigen Brücke fast abgetrennt.
Darüber führt der Vestfjarðavegur .

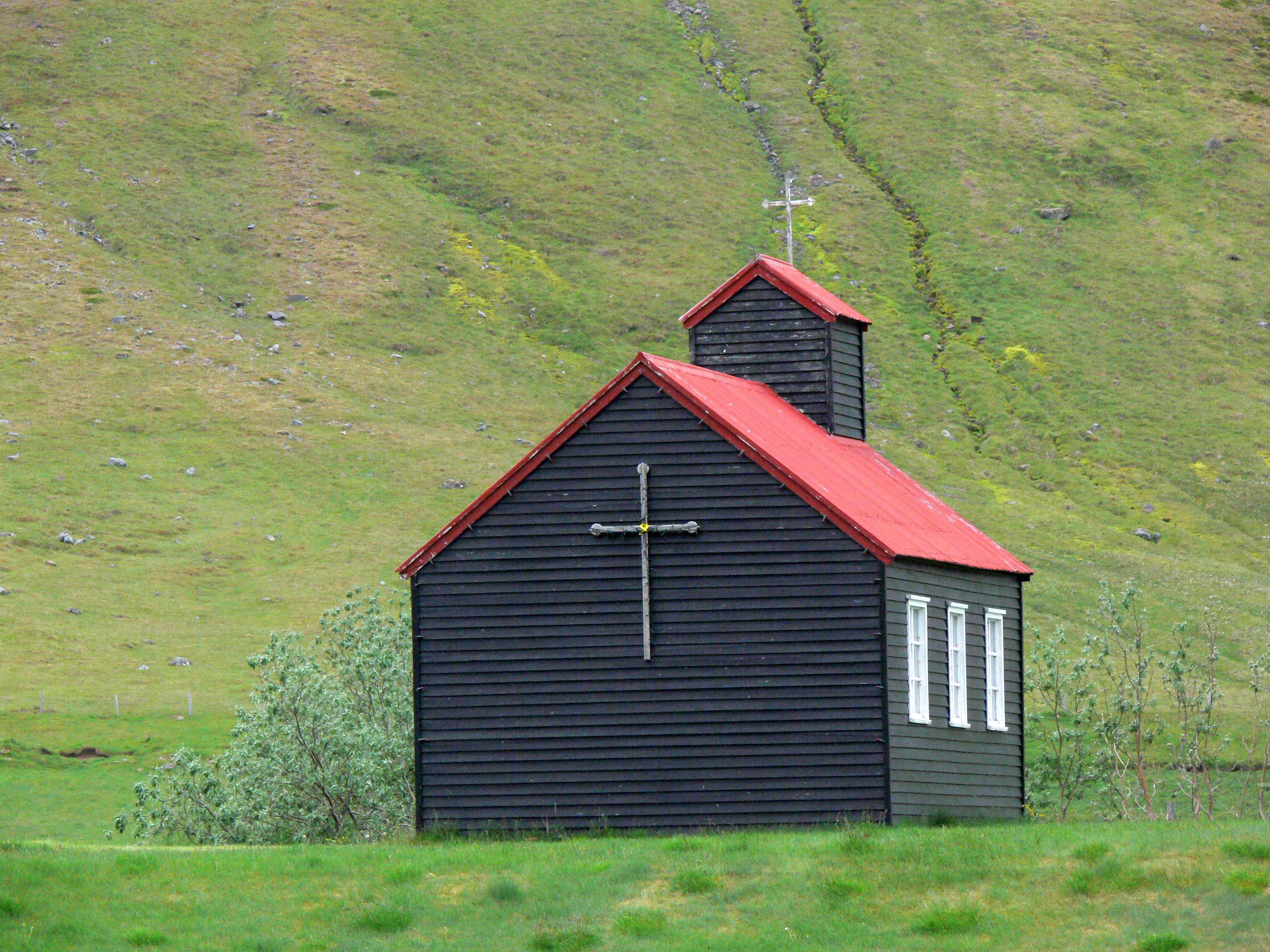
Kirche des Hofes Kirkjuból

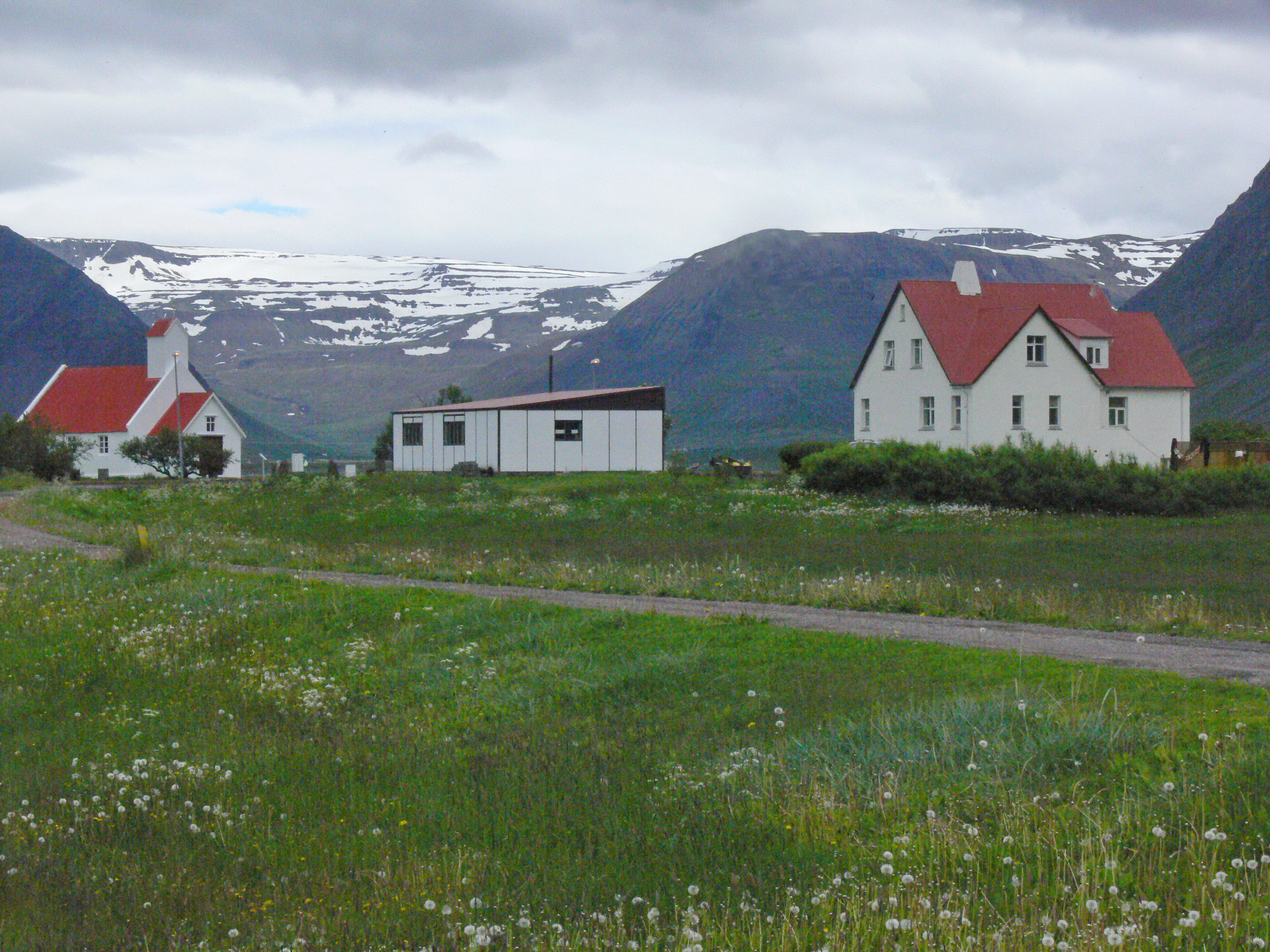
Gehöft Holt

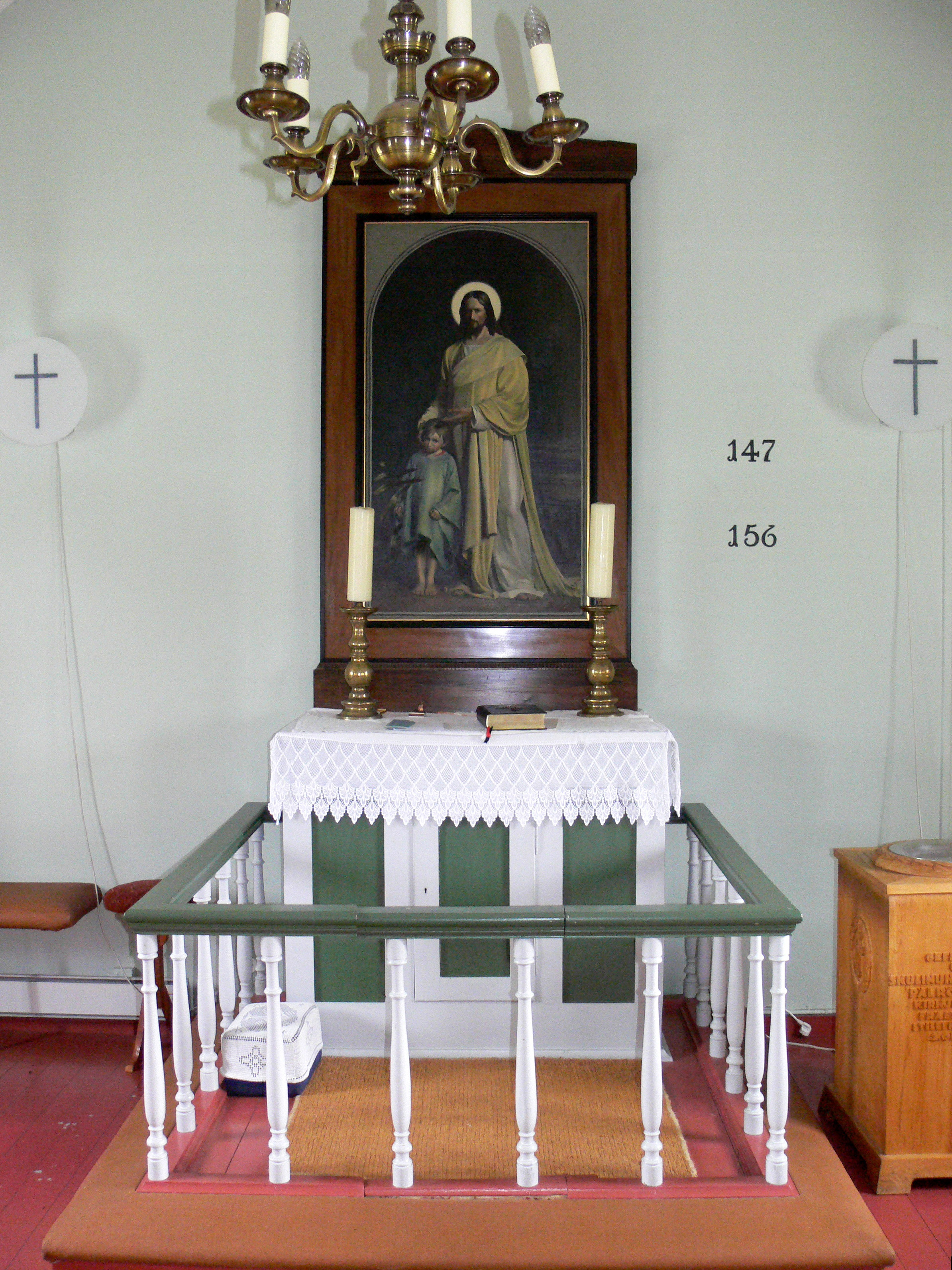
Holtskirkja

Der innere Fjord wird vom Önundarfjarðarvegur  erschlossen.
Dieser ist 9 km lang und führt auch zu einer der wenigen Jugendherbergen in den Westfjorden.

## Ortschaften und Höfe
Am Nordufer des Önundarfjörðurs liegt der Ort Flateyri, der im Jahr 1995 traurige Berühmtheit erlangte, als eine Lawine 20 Einwohner tötete.
Am Südufer des Fjords liegen die Höfe Holt, Kirkuból und Saeból, die alle über eine eigene Kirche verfügen. Zusammen mit der Kirche in Flateyri am Nordufer stehen vier Kirchen am Fjord.
Die Holtskirkja auf dem Hof Holt ist eine Holzkirche von 1869, die 1937 renoviert wurde. Bei einer weiteren Renovierung anlässlich ihres hundertjährigen Bestehens wurde 1969 ein hölzerner Vorbau angefügt. Das Kirchenschiff der Holtskirkja, die seit 1990 unter Denkmalschutz steht, weist eine Länge von 10,54 m und eine Breite von 6,78 m auf, während der später angefügte Vorbau 2,55 m lang und 3,88 m breit ist. Über dem Westgiebel erhebt sich ein Dachreiter.
Die Holzkirche Kirkjubólskirkja des Hofes Kirkjuból wurde 1886 erbaut und 1978 originalgetreu renoviert. Sie ist 7,74 m lang und 4,54 m breit und hat im Westen einen Dachreiter. Seit 1990 steht sie unter Denkmalschutz. Bereits vor der Reformation stand hier eine Kirche, die der hl. Maria und dem hl. Thórlák geweiht war.
Die Steinkirche Sæbólskirkja auf dem Hof Sæból wurde am 29. September 1925 geweiht, nachdem der 1858 erbaute Vorgängerbau im Januar 1924  bei einem Unwetter zerstört worden war. Sie war eines der ersten Kirchengebäude, welches der Architekt Guðjón Samúelsson baute, und sie steht seit 2011 unter Denkmalschutz. Das Altargemälde wurde von dem Lehrer und späteren Schulleiter in Núpur, Björn Guðmundsson, gestaltet.